# Западное оперативно-территориальное объединение НГУ
Западное оперативно-территориальное объединение Национальной гвардии Украины (укр. Західне оперативно-територіальне об'єднання НГУ), ранее известное как Западное территориальное управление НГУ или Западное ТрУ (укр. Західне територіальне управління НГУ, Західне ТрУ, в/ч 2250) — оперативно-территориальное управление (объединение, эквивалентное дивизии) Национальной гвардии Украины.

## История
Управление 5-й дивизии Национальной гвардии Украины (в/ч 2250) в г. Львове было создано согласно Закону Украины «О Национальной Гвардии Украины» в январе 1992 года на базе управления 10-го отдельного мотострелкового Рымникского орденов Кутузова, Богдана Хмельницкого и Красной Звезды полка оперативного назначения внутренних войск МВД СССР (в/ч 3238), дислоцированного в городе.
Все подразделения, входившие в состав 5-й дивизии НГУ, были переданы в состав Внутренних войск МВД Украины в соответствии с Указом Президента Украины от 17 декабря 1999 года. Расформирована НГУ была в соответствии с Законом Украины от 11 января 2000 года.
На базе Управления 5-й дивизии внутренних войск МВД Украины в соответствии с приказом Министра внутренних дел Украины было создано управление Западного территориального командования внутренних войск МВД Украины.
В 2014 году, после восстановления Национальной гвардии Украины на базе внутренних войск в Западное территориальное управление НГУ было преобразовано в Западное территориальное командование.

## Структура
- отдельный отряд специального назначения «Вега»[укр.]
- группа применения беспилотных летательных авиационных комплексов
- отделение советников

- 2-я отдельная Галицкая бригада[укр.], в/ч 3002, г. Львов, г. Тернополь, г. Ужгород
  - 15-й отдельный батальон[укр.], в/ч 3055, г. Ровно, г. Сарны
- 8-й полк оперативного назначения имени Ивана Богуна[укр.], в/ч 3028, г. Калиновка Винницкой области (бывшее спецподразделение МВД «Ягуар»)
- 13-й отдельный батальон[укр.], в/ч 3053, г. Хмельницкий, г. Каменец-Подольск
- 32-й отдельный батальон[укр.], в/ч 1141, г. Луцк
- 40-й полк[укр.], в/ч 3008, г. Винница
- 45-й полк оперативного назначения имени Александра Красицкого[укр.], в/ч 4114, г. Львов
- 50-й полк[укр.], в/ч 1241, г. Ивано-Франковск, г. Калуш, г. Черновцы
  - 4-й батальон оперативного назначения НГУ «Ворон» («Крук»)[укр.] г. Ивано-Франковск
- медицинская рота (резервная)

## Командующие
- генерал-майор Конопляник Сергей Владимирович
- генерал-майор Аллеров Юрий Владимирович (2010 — февраль 2012)
- генерал-майор Рачок Александр Степанович[укр.] (февраль — август 2012)
- генерал-майор Аллеров Юрий Владимирович (август 2012 — ?)
- генерал-лейтенант Гордейчук Владимир Иванович[укр.] (30 марта 2016 — 2019)[1][2]
- генерал-лейтенант Набок Александр Николаевич[укр.] (2019[3]—2022)
- бригадный генерал Буравков Александр Анатольевич (с 2022)